# Il sentiero dell'odio
Il sentiero dell'odio è un film del 1950 diretto da Sergio Grieco.
Conosciuto anche con il titolo La vita riprenderà.

## Trama
Storia d'amore sulla falsariga di Romeo e Giulietta, ambientata in Calabria: due giovani innamorati appartengono a due famiglie da sempre nemiche tra loro.

## Produzione
È il primo lungometraggio a soggetto diretto da Sergio Grieco, ed è ascrivibile al filone dei melodrammi sentimentali strappalacrime, molto in voga tra il pubblico italiano negli anni del secondo dopoguerra (in seguito ribattezzato dalla critica con il termine neorealismo d'appendice).
Venne girato in esterni in Calabria, nelle località di Carmigliatello Silano, frazione del comune di Spezzano della Sila, San Giovanni in Fiore e Silvana Mansio, frazione del comune di Serra Pedace, in provincia di Cosenza.
Iscritto al P.R.C. della S.I.A.E. con il n. 938, venne presentato alla Commissione di Revisione Cinematografica presieduta da Giulio Andreotti e ottenne il visto di censura n. 10.360 dell'8 agosto 1951 con una lunghezza della pellicola dichiarata di 2.384 metri e accertata di 2.200 metri; non conosciamo in cosa consistono i 184 metri espunti di film.
Le canzoni presenti nel film sono composte da Mario De Angelis e Peppino Diorelli e cantate da Alfredo Jandolo e Wanda Salerno, mentre le musiche sono dirette da Alberto De Castello.
Non risulta ancora pubblicato in DVD, mentre esistono qualche foto di scena e la locandina. Tra i nomi del credit si nota un giovane Giuseppe Rotunno come operatore di ripresa.

## Distribuzione
La pellicola ebbe una distribuzione irregolare: a Roma venne proiettato nel novembre del 1951, mentre a Milano arrivò nelle sale nell'aprile del 1952.

## Accoglienza
Incassò 92.000.000 di lire dell'epoca.

## Altri tecnici
- Assistente al montaggio: Tatiana Casini Morigi
- Arredatore: Carlo Egidi
- Aiuto regista: Fabio De Agostini, Franco Solinas
- Direttore di produzione: Luigi Nannerini, Gino Mordini
- Ispettore di produzione: Giulio Pannacciò, Luigi Pinini D'Olivo
- Operatore: Giuseppe Rotunno
- Fonico: Franco Croci

## Critica
«Dalla Calabria il soggettista e regista Sergio Grieco non ha saputo trarre che questa truce vicenda quanto mai convenzionale. Per la uccisione di una pecora due famiglie si dichiarano guerra: agguati e sparatorie si susseguono a ritmo spietato fino all'eliminazione di quasi tutti i componenti. Una specie di western quindi, realizzato con eccessivo semplicismo. Sergio Grieco ha però l'attenuante di essere al suo primo film». Anonimo, Avanti!, 14 novembre 1951
«Film alquanto confuso e complessivamente di scarso interesse, in cui discrete sequenze descrittive s'alternano con altre meno convincenti». Alberto Albertazzi, Intermezzo n. 9/10, 31 maggio 1952